# Katghar Lalganj
Katghar Lalganj é uma cidade e uma nagar panchayat no distrito de Azamgarh, no estado indiano de Uttar Pradesh.

## Demografia
Segundo o censo de 2001, Katghar Lalganj tinha uma população de 11,810 habitantes. Os indivíduos do sexo masculino constituem 51% da população e os do sexo feminino 49%. Katghar Lalganj tem uma taxa de literacia de 59%, inferior à média nacional de 59.5%: a literacia no sexo masculino é de 66% e no sexo feminino é de 51%. Em Katghar Lalganj, 18% da população está abaixo dos 6 anos de idade.